# Sekina
A sekina (héber: שכינה) szó jelentése Isten jelenléte vagy Isten dicsősége; a zsidó vallásban Jahve megnyilvánulása volt.
A ószövetségi zsidó hit és kultúra középpontjában a frigyláda fedele fölött, a két kerub között lakó sekina állt. A templom szentélyében a második függönyön túl volt a szent sekina – Isten dicsőségének látható megmutatkozása –, amely elé csak a főpap léphetett be évente egyszer úgy, hogy életben is maradt. A főpap a nép bűneiért engesztelő áldozati vért mutatott be, hogy a bűnbocsánat és Isten jelenléte a zsidóság között maradjon.
A Midrás-Tanchuma szerint ahhoz, hogy az ember Isten Szellemének és jelenlétének (sekina) felfogására alkalmas legyen, alá kell vetnie magát az alámerülésnek.
A víz alá merülés nem csupán a vétkezés és a papi tisztasági törvények áthágásának kiengesztelésére irányult, hanem a szent élet és az Istennel való szorosabb kapcsolat előkészítésének jeléül is fogták fel azt.
(Ilyen értelemben beszél Josephus, zsidó történelemíró Jochachán ha-Kohenről, vagyis Bemerítõ Jánosról.